# Вестрис, Люсия Элизабет
Люсия Элизабет Вестрис, урождённая Бартолоцци (англ. Lucia Elizabeth Vestris; 3 марта 1797, Лондон — 8 августа 1856, там же) — английская театральная актриса и оперная певица (контральто), а также первая в Англии женщина-режиссёр и антрепренёр. Сноха Гаэтана Вестриса. Внесла вклад в развитие театрального искусства, заботясь о достоверности и исторической точности сценических декораций и костюмов.

## Биография
Люсия Элизабетта Бартолоцци родилась в Лондоне 3 марта 1797 года. Её родителями были учитель музыки Гаэтано Стефано Бартолоцци и его жена Тереза Янссен Бартолоцци, музыкант и учитель музыки немецкого происхождения. Гравёр Франческо Бартолоцци, родом из Италии, приходился ей дедушкой. В 1813 году Люсия вышла замуж за французского балетного танцовщика Огюста-Армана Вестриса, однако брак был недолгим. Вторым мужем Люсии стал в 1838 году актёр Чарльз Джеймс Мэтьюс; детей у неё не было.
Дебют Люсии состоялся в 1815 году в лондонском Театре Её Величества, в заглавной роли в опере «Похищение Прозерпины» фон Винтера. В 1817 году она последовала за своим мужем в Париж, где на протяжении трёх лет выступала в Комеди Франсез, в том числе совместно с Тальма. Затем муж её бросил, и Люсия одна вернулась в Лондон. В 1820 году она впервые выступила в Друри-Лейн, в бурлеске Уильяма Монкриффа «Дон Жуан в Лондоне», представлявшем собой пародию на моцартовского «Дон Жуана». Этот жанр в то время был чрезвычайно популярен, и Люсия Вестрис впоследствии значительно способствовала его развитию. У неё было приятное контральто и определённый актёрский талант, поэтому ей хорошо удавались брючные роли. В частности, особый успех она имела в роли Мэкхита из «Оперы нищего» Джона Гея и Керубино в «Женитьбе Фигаро». Её репертуар был чрезвычайно богат, и она участвовала в большом количестве постановок: за один лишь 1825 год актриса выступила в 114 спектаклях.

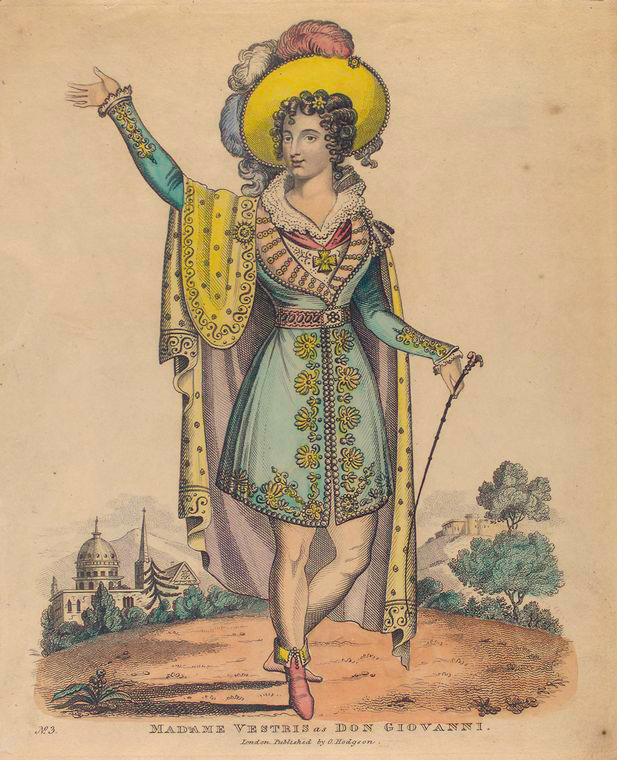
Мадам Вестрис в роли Дон Жуана (ок. 1820)

В 1831 году Вестрис арендовала Олимпийский театр в Лондоне, включив в репертуар спектакли-бурлески, в первую очередь авторства Джеймса Планше, которыми впоследствии и прославился театр. «Олимпик» под руководством Вестрис отличался от большинства малых лондонских театров того времени прежде всего с точки зрения организации: так, например, труппа была невелика, но составлена из хороших артистов и представляла собой единый коллектив. Вестрис по-новому подошла к постановке комедий, стремясь к тому, чтобы комический эффект возникал не за счёт «циркового» трюкачества актёров, а благодаря тонкой проработке образов и диалогов. Она придавала большое значение правдоподобности и реалистичности сценических декораций и костюмов, что в то время было новаторством. Кроме того, в созданных под её руководством постановках были задействованы последние технические достижения, в том числе газовое освещение. В числе прочих новшеств были регулярные репетиции каждого спектакля, что свело на нет принятую ранее практику импровизации.
В 1838 году Люсия Вестрис вышла замуж за актёра Чарльза Мэтьюса. В том же году они вместе со своей труппой гастролировали в США, в частности, в Нью-Йорке. Вернувшись в 1841 году в Лондон, они арендовали для своих будущих постановок театр Ковент-Гарден. В числе прочего супруги вместе осуществили первую со времён Реставрации постановку оригинального текста «Бесплодных усилий любви» Шекспира. Премьера состоялась в 1839 году в театре Ковент-Гарден. Кроме того, Люсии Вестрис принадлежит заслуга первой постановки неадаптированного (хотя и сокращённого) текста другой шекспировской пьесы — «Сон в летнюю ночь» (также в Ковент-Гарден, в 1840 году). Художественным консультантом на этих постановках был Джеймс Планше.
Руководство театром было довольно рискованным предприятием, так что Люсия Вестрис и Чарльз Мэтьюс дважды разорялись, а в 1847 году оба оказались в тюрьме за долги. Выйдя на свободу, Вестрис взяла на себя руководство театром «Лицеум», где ставила преимущественно пьесы французских авторов. Однако финансовых проблем не удалось избежать и здесь, в том числе потому, что дорогостоящие постановки с роскошными декорациями не всегда окупали себя. Сама Люсия появлялась на сцене всё реже, а в 1855 году окончательно покинула сцену из-за ослабшего здоровья. 8 августа 1857 года она умерла от рака. Её муж, находившийся в то время в долговой тюрьме, был выпущен на свободу, чтобы иметь возможность прийти на похороны. Люсия Вестрис была похоронена на кладбище Кенсал-Грин.